# أبو المعالي الجويني
إمام الحرمين أبو المعالي عبد الملك بن عبد الله بن يوسف بن محمد الجُوَيْني الشافعي الأشعري (419-478هـ / 1028-1085م)، فقيه وأصولي ومتكلم شافعي. ويذكر أنه كان يلقب بركن الإسلام. ولد في جوين (من نواحي نيسابور) ورحل إلى بغداد، فمكة حيث جاور أربع سنين، وذهب إلى المدينة المنورة فأفتى ودرس، جامعاً طرق المذاهب، ثم عاد إلى نيسابور، فبنى له الوزير نظام الملك المدرسة النظامية فيها، وكان يحضر دروسَه أكابرُ العلماء. توفي بنيسابور. قال علي الباخرزي في «الدمية» يصفه:
| أبو المعالي الجويني | الفقه فقه الشافعيّ، والأدب أدب الأصمعي، وفي الوعظ الحسن البصري. | أبو المعالي الجويني |

## مولده ونشأته
ولد في بلدة جوين من نواحي نيسابور ببلاد خراسان في 18 محرم 419 هـ الموافق 12 فبراير 1028 م، وينتمي إلى بيت عرف بالعلم والتدين؛ فأبوه عبد الله بن يوسف الجويني كان واحدا من علماء وفقهاء نيسابور المعروفين وله مؤلفات كثيرة في التفسير والفقه والعقائد والعبادات، وقد حرص على تنشئة ابنه عبد الملك تنشئة إسلامية صحيحة فعلمه بنفسه العربية وعلومها، واجتهد في تعليمه الفقه الخلاف والأصول. واستطاع عبد الملك أن يحفظ القرآن الكريم في سن مبكرة.
كان يميل إلى البحث والنقد والاستقصاء؛ فلا يقبل ما يأباه عقله، ويرفض ما بدا له فيه أدنى شبهة أو ريبة، وظل الجويني ينهل من العلم والمعرفة حتى صار من أئمة عصره المعروفين وهو لم يتجاوز العشرين من عمره، فلما توفي أبوه جلس مكانه للتدريس وهو في تلك السن المبكرة؛ فكان يدرس المذهب الشافعي، ويدافع عن العقيدة الأشعرية، ولكن ذلك لم يمنعه من الاستمرار في البحث ومواصلة التحصيل والاطلاع؛ فكان تلميذا وأستاذا في آن واحد. ومع أن والده كان هو المعلم الأول في حياته، فإن ذلك لم يمنعه من التلقي على مشاهير علماء عصره؛ فأخذ علوم الفقه عن «أبي القاسم الإسفراييني»، كما تلقى علوم القرآن الكريم على يد «أبي عبد الله محمد بن علي النيسابوري الجنازي» الذي عرف بشيخ القراء، وغيرهم.
كان نجمه قد بدأ يلمع في نيسابور وما حولها، وانتشر صيته حتى بلغ العراق والشام والحجاز وتهامة ومصر، لكنه تعرض لبعض العنت والتضييق، فاضطر إلى مغادرة نيسابور، وتوجه إلى بغداد فأقام فيها فترة وتوافد عليه الطلاب والدارسون، وما لبث أن رحل إلى تهامة فأقام بمكة وظل بها أربع سنوات يدرّس ويفتي ويناظر ويؤم المصلين بالمسجد الحرام حتى لقبه الناس بـ«إمام الحرمين» لعلمه واجتهاده وإمامته، وكان يقضي يومه بين العلم والتدريس ويقيم ليله طائفا متعبدا في الكعبة المشرفة؛ فصفت نفسه، وعلت همته، وارتفع قدره.
عرف التصوف الحق طريقه إلى قلب الجويني؛ فكانت مجالسه الصوفية رياضة روحية وسياحة نفسية يحلق بها في آفاق إيمانية رحبة، يبكي فيبكي الحاضرون لبكائه، ويجد فيها مجاهدة لنفسه ومراجعة لها.وقد أثر كثيرا في تلميذه حجة الإسلام الغزالي عاد الجويني مرة أخرى إلى نيسابور؛ حيث قام بالتدريس في «المدرسة النظامية» التي أنشأها له الوزير «نظام الملك» لتدريس المذهب السني. ظل الإمام الجويني يدرس بالمدرسة النظامية، فذاع صيته بين العلماء، وقصده الطلاب والدارسون من البلاد الأخرى. كانت هذه الفترة من أخصب الفترات في حياة الإمام؛ ففيها بلغ أوج نضجه العلمي، وصنف الكثير من مؤلفاته.

## عقيدته
ذكر الدكتور محمد الزحيلي في كتابه «الجويني» في: فصل إمام الحرمين وعلم الكلام ما نصه: كان الدافع لدراسة أصول الدين أولا، وتأكيده بدراسة الفلسفات المتنوعة، هو الحرص على الإسلام والدعوة إليه، ورد شبهات الأعداء عنه، وتفنيد حجج الطاعنين به من الكفار والمشركين خارج الدعوة الإسلامية، والملحدين الذين انضووا تحت لواء المسلمين، وتستروا بالباطنية وغيرها من الفرق الضالة، للدس على الإسلام، والتشكيك فيه، وإثارة الشبه بين المسلمين... فصار دراسة أصول الدين وعلم الكلام وتدريسه والتأليف فيه السبيل القويم أمام المسلمين، فانكب العلماء على دراسته وتدريسه والتصنيف فيه، وهو ما سلكه إمام الحرمين الجويني. وانخرط إمام الحرمين في مدرسة الأشاعرة، وصار في كتبه وتدريسه على طريقة الأشعرية في علم الكلام، وصار من أنصار مذهب الأشعري، الذي عمل على دراسته وتدريسه ونصرته والدعوة إليه، حتى صار إمام الحرمين شيخ الأشعرية، وإمام المتكلمين في عصره.
ولم يكن إمام الحرمين مجرد ناقل لآراء المذهب الأشعري، بل يتمتع بشخصية مستقلة، واجتهادات كثيرة، وكان يحلل الآراء، وينقدها، ليقبل ما يراه حقا، ويرفض ما يراه باطلا، مما يعتبر تجديدا في المذهب لا تقليد فيه.
ويوضح ذلك أشهر كتب الإمام وهو «الإرشاد إلى قواطع الأدلة في أصول الاعتقاد» الذي خصه الإمام لبحث أهم مسائل أصول الدين، بحثا متوسطا لاتطويل فيه يمل ولا إيجاز يخل بأهمية هذه الأبحاث، وقد بين البواعث التي دفعته إلى تصنيفه وتتلخص في رأيه بأن أصول الاعتقاد تحتاج إلى حجج وبراهين عقلية تثبتها.
وبدأ إمام الحرمين كتابه في مسائل الكلام بإثبات حدوث العالم للتدرج بالقارئ إلى وجود المحدث، وهو الله تعالى، مع شرح المصطلحات الكلامية، ثم انتقل إلى الكلام عن الله تعالى وصفاته، مبتدئا بالصفات الواجبة لله تعالى كالقدم ومخالفته للحوادث، بأنه ليس جسما، وهنا يرد على دعاة التجسيم والتشبيه، ثم يرد على النصارى.
وينتقل إلى باب العلم بالوحدانية واثبات الصفات المعنوية الواجبة لله تعالى، وأنه حي، مريد، عالم، قادر، سميع، بصير، متكلم، ويفصل الحديث عن مسألة كلام النفس، وعن كلام الله تعالى في القرآن، وتعرض للرد على الجهمية، وناقش أقوال المعتزلة وبين حقيقة الكلام ومعناه... ثم تناول بقية مسائل العقيدة والإيمان فبدأ بإثبات النبوات وتأييدها بالمعجزات، وخصص القول في إثبات نبوة محمد، ثم عاد للكلام عن أحكام الأنبياء عامة وعصمتهم.
وختم الكتاب بالحديث عن الإعادة بعد الموت، وجمل من أحكام الآخرة، وفصل في الجنة والنار، والصراط والميزان والحوض، والثواب والعقاب، والشفاعة ومعنى الإيمان وزيادته ونقصانه... ليختم بالقول في الإمامة التي يذكرها أكثر العلماء في أصول الدين، مبينا أن: «الكلام في هذا الباب ليس من أصول الاعتقاد»، وأن الإمامة تتم بالاختيار ولم يرد نص في تعينها لأحد، إلا إذا توفرت فيه الشروط والبيعة، مقررا إثبات إمامة أبي بكر وعمر وعثمان وعلي، ومحذرا من الطعن في الصحابة والافتراء عليهم.

## تلاميذه
تفقه بإمام الحرمين عددٌ كبير من العلماء، يقال إنهم كانوا عند وفاته نحو أربعمائة تلميذ، منهم:
- حجة الإسلام أبو حامد الغزالي.
- إلكيا الهراسي.
- علي الباخرزي.
- عبد الغافر الفارسي.
- أبو نصر عبد الرحيم بن الإمام عبد الكريم القشيري.

## ثناء العلماء عليه
- قال الحافظ أبو محمد الجرجاني: «هو إمام عصره، ونسيج وحده، ونادرة دهره، عديم المثل في حفظه، وبيانه ولسانه».[14]
- وقال تلميذه عبد الغافر الفارسي: «إمام الحرمين، فخر الإسلام، إمام الأئمة على الإطلاق، حبر الشريعة، المجمع على إمامته شرقا وغربا، المقر بفضله السراة والحداة، عجما وعربا، لم تر العيون مثله قبله، ولا ترى بعده، رباه حجر الإمامة وحرك ساعده السعادة مهده، وأرضعه ثدي العلم والورع، إلى أن ترعرع فيه وينع، أخذ من العربية وما يتعلق بها أوفر حظ ونصيب، فزاد فيها على كل أديب، ورزق من التوسع في العبارة وعلوها ما لم يعهده من غيره..».[15]
- وقال الإمام الإسنوي: «إمام الأئمة في زمانه وأعجوبة دهره وأوانه».[16]
- قال أبو إسحق الشيرازي: تمتعوا بهذا الإمام فإنه نزهة هذا المكان (يعني إمام الحرمين).
- قال له مرَّة: يا مفيد أهل المشرق والمغرب، لقد استفاد من علمك الأولون والآخرون.
- قال أبو عثمان الصابوني: صرف الله المكاره عن هذا الإمام، فهو اليوم قرة عين الإسلام.
- قال أبو سعيد الصبري: هو إمام خراسان والعراق لفضله وتقدمه في أنواع العلوم.
- قال الفقيه الإمام غانم الموسيلي في الجويني:

- نقل من خط ابن الصلاح: أنشد بعض من رأى إمام الحرمين:

## مؤلفاته

كتاب لمع الأدلة في قواعد عقائد أهل السنة والجماعة للجويني، اعتنى به: نزار حمادي.

صنف كتبا كثيرة في الفقه والأصول وعلم الكلام والسياسة الشرعية والجدال، منها:
في الفقه:
- نهاية المطلب في دراية المذهب، وهو كتاب كبير في أكثر من عشرين جزءا.
- مختصر النهاية.
- مختصر التقريب.
- الرسالة النظامية في الأركان الإسلامية.

وفي أصول الفقه:
- البرهان.
- الورقات.
- الغنية.
- التحفة.
- التلخيص.

وفي الجدال:
- العمد.
- الدرة المضية فيما وقع من الخلاف بين الشافعية والحنفية.
- الكافية في الجدل.
- الأساليب في الخلاف.

وفي علم الكلام:
- الشامل في أصول الدين.
- الإرشاد إلى قواطع الأدلة في أصول الاعتقاد.
- لمع الأدلة في قواعد عقائد أهل السنة والجماعة.
- العقيدة النظامية في الأركان الإسلامية.[17]
- شفاء العليل في بيان ما وقع في التوراة والإنجيل من التبديل.
- قصيدة على غرار قصيدة ابن سينا في النفس.

وفي السياسة الشرعية:
- غياث الأمم في التياث الظلم.

## وفاته
أصيب الجويني بعلة شديدة، فلما أحس بوطأة المرض عليه انتقل إلى «بشتنقان» للاستشفاء بجوها المعتدل، ولكن اشتد عليه المرض فمات بها، وذلك في مساء الأربعاء 25 ربيع الآخر 478 هـ الموافق 20 أغسطس 1085 م عن عمر بلغ تسعا وخمسين عاماً.